# Mega Spider-Man
Mega Spider-Man (oryg. Ultimate Spider-Man; tytuł 3. sezonu Mega Spider-Man: Wojownicy sieci, oryg. Ultimate Spider-Man: Web Warriors; tytuł 4. sezonu Mega Spider-Man kontra Podstępna Szóstka, oryg. Ultimate Spider-Man vs. the Sinister Six) – amerykański superbohaterski serial animowany z 2012 roku na podstawie serii komiksów o superbohaterze o tym samym pseudonimie wydawnictwa Marvel Comics. W oryginalnej wersji językowej głównym postaciom głosów użyczyli: Drake Bell, Ogie Banks, Greg Cipes, Caitlyn Taylor Love, Logan Miller, Chi McBride, Matt Lanter, J.K. Simmons, Eric Bauza i Scott Porter.
Mega Spider-Man zadebiutował 1 kwietnia 2012 roku w Stanach Zjednoczonych na antenie Disney XD. Wyemitowano w sumie 104 odcinki, a ostatni wyświetlono 7 stycznia 2017 roku. W Polsce emitowany był od 19 maja 2012 do 24 marca 2017 roku.

## Obsada

### Główne role
- Drake Bell jako Peter Parker / Spider-Man[1]
- Ogie Banks jako Luke Cage / Power Man[1] i Miles Morales / Kid Arachnid[2]
- Greg Cipes jako Danny Rand / Żelazna Pięść[1]
- Caitlyn Taylor Love jako Ava Ayala / Biały Tygrys[1]
- Logan Miller jako Sam Alexander / Nova[1]
- Chi McBride jako Nick Fury[1]
- Matt Lanter jako Harry Osborn i Flash Thompson oraz Ulysses Klaue / Klaw[1]
- J.K. Simmons jako J. Jonah Jameson[1] oraz J. Jeremiah Jackal[3]
- Eric Bauza jako Amadeus Cho / Iron Spider[3]
- Scott Porter jako Ben Reilly / Szkarłatny Pająk[2]

### Role drugoplanowe
- Misty Lee jako May Parker[1], Doreen Allene Green / Squirrel Girl[3]
- Dee Bradley Baker jako Curt Connors / Jaszczur, Flint Marko / Sandman[1], Carnage[4]
- Tom Kenny jako Otto Octavius / Doktor Octopus[1] oraz Adrian Toomes / Sęp[3]
- Tara Strong jako Mary Jane Watson oraz Thundra[1]
- Steven Weber jako Norman Osborn[1]
- Clark Gregg jako Phil Coulson[1]
- Stan Lee jako Stan[1]
- Maurice LaMarche jako Doctor Doom[1]
- Adrian Pasdar jako Tony Stark / Iron Man[1]
- Phil LaMarr jako J.A.R.V.I.S.[1], Walter Cage[4], Dormammu i Tyrone Johnson / Płaszcz[3]
- Clancy Brown jako Taskmaster[1] oraz Red Hulk[3], Ben Parker / Widmowy Jeździec, Thunderbolt Ross[2]
- Rob Paulsen jako Batroc[1]
- Jack Coleman i Liam O’Brien jako Stephen Strange / Doktor Strange[1][2]
- Fred Tatasciore jako Hulk[1] oraz Karnak, Black Bolt[3] i Crossbones[2]
- Troy Baker jako Loki, Eitri[1] i Clint Barton / Hawkeye[4]
- Travis Willingham jako Thor i Skurge[1]
- Steve Blum jako Wolverine[1] i Ka-Zar[3]
- Kevin Michael Richardson jako Cain Marko / Juggernaut oraz Andy[1], potwór Frankensteina[4], Ulik[3]
- Roger Craig Smith i Chris Cox jako Steve Rogers / Kapitan Ameryka[1][4]
- Christopher Daniel Barnes jako Max Dillon / Electro[4] oraz Wolf Spider i Spyder-Knight[2]
- Daryl Sabara jako Aleksei Sytsevich / Nosorożec i Max Mittleman[4]
- Diedrich Bader jako Sergei Kravinoff / Kraven Łowca[4] oraz Moon Knight[2]
- Ashley Eckstein jako Tandy Bowen / Sztylet[3] oraz Shriek[2]
- Benjamin Diskin jako Peter Porker / Spider-Ham, Skaar[3], Michael Morbius, Blood Spider[2]
- Milo Ventimiglia jako Spider-Man Noir[3]
- Mark Hamill jako Arnim Zola[3]
- James Arnold Taylor jako Triton, Molten Man, Blastaar[3], Leader, Morris Bench / Hydro-Man[2]
- Jeff Bennett jako Arcymistrz[3]

### Role gościnne
- Peter Lurie jako Sabretooth[1]
- Dwight Schultz jako Mesmero[1]
- Greg Grunberg jako Ben Parker[1]
- Jason Marsden jako Ollie Osnick / Steel Spider[4]
- John DiMaggio jako Grizzly[4]
- Nolan North jako John Jameson / Man-Wolf[4], Gorgon i Maximus[3]
- Dante Basco jako Skorpion[4]
- David Boat jako Ben Grimm / The Thing[4]
- Will Friedle jako Deadpool[4]
- Kimberly Brooks jako Amanda Cage[4]
- Phil Morris jako Max Fury / Scorpio[4]
- Chris Cox jako Peter Quill / Star-Lord[4]
- Grey DeLisle jako Tana Nile i Morgan Le Fay[4]
- Michael Clarke Duncan i Kevin Michael Richardson jako Groot[4][3]
- Nika Futterman jako Gamora[4]
- James Marsters jako Korvac[4]
- David Sobolov jako Drax Niszczyciel[4]
- Billy West jako Rocket Raccoon[4]
- Corey Burton jako Dracula[4]
- Terry Crews jako Blade[4]
- Oded Fehr jako N’Kantu / Żywa Mumia[4]
- Ross Lynch jako Jack Russell / Werewolf by Night[4]
- Laura Bailey jako Natasha Romanoff / Czarna Wdowa[3]
- Bumper Robinson jako Sam Wilson / Falcon[3]
- Olivia Holt jako Petra Parker / Spider-Girl[3]
- Wendie Malick jako Norma Osborn[3]
- Freddy Rodríguez jako Miguel O’Hara / Spider-Man 2099[3]
- Donald Glover jako Miles Morales / Ultimate Spider-Man[3]
- Mary Faber i Rose McGowan jako Medusa[3][2]
- JB Blanc jako Titus[3]
- Cameron Boyce jako Luke Ross[3]
- Karan Brar jako Ravi Ross[3]
- Skai Jackson jako Zuri Ross[3]
- Peyton List jako Emma Ross[3]
- Debby Ryan jako Jessie Prescott[3]
- Robin Atkin Downes jako Abominacja, Annihilus[3]
- Jonathan Adams jako Absorbing Man[3]
- Charlie Adler jako M.O.D.O.K.[3]
- Eliza Dushku jako She-Hulk[3]
- Maria Canals-Barrera jako Rio Morales[2]
- Danny Jacobs jako Baron Mordo[2]
- Iain De Caestecker jako Leo Fitz[2]
- Elizabeth Henstridge jako Jemma Simmons[2]
- Cree Summer jako Madame Web[2]
- Seth Green jako Kaczor Howard, Rick Jones[2]
- Jon Polito jako Hammerhead[2]
- Keone Young jako Martin Li / Pan Negatyw[2]
- Dove Cameron jako Gwen Stacy / Spider-Gwen[2]
- Robert Clotworthy jako George Stacy[2]
- Grant George jako Scott Lang / Ant-Man[2]
- Imari Williams jako Bone Spider, Goliath Spider[2]
- Paul Scheer jako Quentin Beck[2]
- Mary Kate Wiles jako Francis Beck / Mysterio[2]

## Emisja
Pierwszy sezon serialu Mega Spider-Man zadebiutował 1 kwietnia 2012 roku w Stanach Zjednoczonych na antenie Disney XD. 28 października tego samego roku pojawił się ostatni odcinek pierwszego sezonu. Drugi sezon emitowany był od 21 stycznia do 10 listopada 2013 roku. Trzeci sezon serialu zatytułowany Mega Spider-Man: Wojownicy sieci (oryg. Ultimate Spider-Man: Web Warriors) pojawił się pomiędzy 31 sierpnia 2014 a 24 listopada 2015 roku. Serial zakończył się na czwartym sezonie zatytułowanym Mega Spider-Man kontra Podstępna Szóstka (oryg. Ultimate Spider-Man vs. the Sinister Six), który zadebiutował 21 lutego 2016 roku. Ostatni, sto czwarty odcinek serialu został wyemitowany 7 stycznia 2017 roku. Każdy z sezonów liczył po 26 odcinków.
W Polsce emisja serialu rozpoczęła się 19 maja 2012 roku na antenie Disney XD. Wyemitowano wszystkie cztery sezony serialu; ostatni odcinek czwartego sezonu pokazano 24 marca 2017 roku.
Od 12 listopada 2019 roku Mega Spider-Man jest jednym z seriali dostępnych na Disney+ w Stanach Zjednoczonych i w innych krajach, gdzie serwis jest dostępny.

### Przegląd sezonów
| Sezon | Sezon | Odcinki | Premiera sezonu (Stany Zjednoczone) | Finał sezonu (Stany Zjednoczone) | Premiera sezonu (Polska) | Finał sezonu (Polska) |
| ----- | ----- | ------- | ----------------------------------- | -------------------------------- | ------------------------ | --------------------- |
|       | 1     | 26      | 1 kwietnia 2012                     | 28 października 2012             | 19 maja 2012             | 18 stycznia 2013      |
|       | 2     | 26      | 21 stycznia 2013                    | 10 listopada 2013                | 19 września 2013         | 20 lutego 2014        |
|       | 3     | 26      | 31 sierpnia 2014                    | 24 listopada 2015                | 22 września 2014         | 5 grudnia 2015        |
|       | 4     | 26      | 21 lutego 2016                      | 7 stycznia 2017                  | 16 maja 2016             | 24 marca 2017         |

## Lista odcinków

### Sezon 1 (2012)
| №  | Nr | Tytuł                     | Tytuł polski             | Reżyseria                             | Scenariusz                    | Premiera (Disney XD) | Premiera w Polsce (Disney XD) |
| -- | -- | ------------------------- | ------------------------ | ------------------------------------- | ----------------------------- | -------------------- | ----------------------------- |
| 1  | 1  | Great Power               | Wielka moc               | Alex Soto, Phil Pignotti, Tim Eldered | Paul Dini                     | 1 kwietnia 2012      | 19 maja 2012                  |
| 2  | 2  | Great Responsibility      | Wielka odpowiedzialność  | Alex Soto, Phil Pignotti, Tim Eldered | Paul Dini                     | 1 kwietnia 2012      | 1 września 2012               |
| 3  | 3  | Doomed!                   | Zagłada                  | Gary Hartle, Jeff Allen               | Man of Action                 | 8 kwietnia 2012      | 2 września 2012               |
| 4  | 4  | Venom                     | Venom                    | Alex Soto                             | Man of Action, James Felder   | 15 kwietnia 2012     | 8 września 2012               |
| 5  | 5  | Flight of the Iron Spider | Lot Iron Spidera         | Phil Pignotti                         | Man of Action                 | 22 kwietnia 2012     | 15 września 2012              |
| 6  | 6  | Why I Hate Gym            | Nie lubię WF-u           | Jeff Allen, Gary Hartle               | Man of Action, Joe Fallon     | 29 kwietnia 2012     | 20 października 2012          |
| 7  | 7  | Exclusive                 | Na wyłączność            | Alex Soto                             | Man of Action, Dani Wolff     | 6 maja 2012          | 27 października 2012          |
| 8  | 8  | Back in Black             | Powrót Venoma            | Phil Pignotti                         | Man of Action                 | 13 maja 2012         | 3 listopada 2012              |
| 9  | 9  | Field Trip                | Szkolna wycieczka        | Alex Soto                             | Man of Action, Eugene Son     | 20 maja 2012         | 6 listopada 2012              |
| 10 | 10 | Freaky                    | W obcej skórze           | Jeff Allen                            | Brian Michael Bendis          | 17 czerwca 2012      | 5 listopada 2012              |
| 11 | 11 | Venomous                  | Powrót Venoma            | Phil Pignotti                         | Man of Action                 | 24 czerwca 2012      | 7 listopada 2012              |
| 12 | 12 | Me Time                   | Czas dla siebie          | Alex Soto                             | Man of Action, Jacob Semahn   | 1 lipca 2012         | 9 listopada 2012              |
| 13 | 13 | Strange                   | Koszmar                  | Jeff Allen                            | Man of Action, James Felder   | 8 lipca 2012         | 8 listopada 2012              |
| 14 | 14 | Awesome                   | Genialnie                | Phil Pignotti                         | Man of Action, Eugene Son     | 15 lipca 2012        | 12 listopada 2012             |
| 15 | 15 | For Your Eye Only         | Na własne oczy           | Jeff Allen                            | Brian Michael Bendis          | 22 lipca 2012        | 13 listopada 2012             |
| 16 | 16 | Beetle Mania              | Beetle Mania             | Alex Soto                             | Man of Action, Scott Mosier   | 29 lipca 2012        | 3 grudnia 2012                |
| 17 | 17 | Snow Day                  | Pada śnieg               | Phil Pignotti                         | Man of Action, Rich Fogel     | 5 sierpnia 2012      | 4 grudnia 2012                |
| 18 | 18 | Damage                    | Zniszczenie              | Jeff Allen                            | Man of Action, Scott Mosier   | 19 sierpnia 2012     | 5 grudnia 2012                |
| 19 | 19 | Home Sick Hulk            | Stęskniony Hulk          | Alex Soto                             | Danielle Wolff, Man of Action | 9 września 2012      | 6 grudnia 2012                |
| 20 | 20 | Run Pig Run               | Biegnij, świnko, biegnij | Phil Pignotti                         | Man of Action, Eugene Son     | 16 września 2012     | 7 grudnia 2012                |
| 21 | 21 | I Am Spider-Man           | Spider-Man to ja         | Jeff Allen                            | Man of Action, Joe Fallon     | 23 września 2012     | 14 stycznia 2013              |
| 22 | 22 | The Iron Octopus          | Żelazne macki            | Alex Soto                             | Man of Action, Frank Tieri    | 30 września 2012     | 15 stycznia 2013              |
| 23 | 23 | Not a Toy                 | To nie jest zabawka      | Phil Pignotti                         | Brian Michael Bendis          | 7 października 2012  | 16 stycznia 2013              |
| 24 | 24 | Attack of the Beetle      | Chrząszcz atakuje        | Jeff Allen                            | Man of Action, Scott Mosier   | 14 października 2012 | 17 stycznia 2013              |
| 25 | 25 | Revealed                  | Rodzina                  | Alex Soto                             | Man of Action, Eugene Son     | 28 października 2012 | 18 stycznia 2013              |
| 26 | 26 | The Rise of the Goblin    | Goblin atakuje           | Phil Pignotti                         | Man of Action, Jacob Semahn   | 28 października 2012 | 18 stycznia 2013              |

### Sezon 2 (2013)
| №  | Nr | Tytuł                      | Tytuł polski              | Reżyseria                  | Scenariusz                                            | Premiera (Disney XD) | Premiera w Polsce (Disney XD) |
| -- | -- | -------------------------- | ------------------------- | -------------------------- | ----------------------------------------------------- | -------------------- | ----------------------------- |
| 27 | 1  | The Lizard                 | Jaszczur                  | Roy Burdine, Phil Pignotti | Man of Action, Jacob Semahn, Eugene Son               | 21 stycznia 2013     | 19 września 2013              |
| 28 | 2  | Electro                    | Electro                   | Roy Burdine, Phil Pignotti | Man of Action, Jacob Semahn, Eugene Son               | 21 stycznia 2013     | 19 września 2013              |
| 29 | 3  | The Rhino                  | Nosorożec                 | Tim Maltby                 | Man of Action, Ed Valentine                           | 27 stycznia 2013     | 26 września 2013              |
| 30 | 4  | Kraven the Hunter          | Kraven Łowca              | Roy Burdine                | Man of Action, Danielle Wolff                         | 3 lutego 2013        | 3 października 2013           |
| 31 | 5  | Hawkeye                    | Hawkeye                   | Phil Pignotti              | Man of Action, Scott Mosier                           | 10 lutego 2013       | 10 października 2013          |
| 32 | 6  | The Sinister Six           | Podstępna Szóstka         | Tim Maltby                 | Man of Action, Scott Mosier                           | 17 lutego 2013       | 17 października 2013          |
| 33 | 7  | Spidah-Man!                | Boston-Man!               | Roy Burdine                | Joe Quesada, Man of Action, Jimmy Palmiotti           | 24 marca 2013        | 24 października 2013          |
| 34 | 8  | Carnage                    | Carnage                   | Phil Pignotti              | Man of Action, Paul Giacoppo                          | 31 marca 2013        | 31 października 2013          |
| 35 | 9  | House Arrest               | Areszt domowy             | Tim Maltby                 | Man of Action, Eugene Son                             | 7 kwietnia 2014      | 7 listopada 2013              |
| 36 | 10 | The Man-Wolf               | Człowiek-Wilk             | Roy Burdine                | Man of Action, Danielle Wolff                         | 14 kwietnia 2014     | 14 listopada 2013             |
| 37 | 11 | Swarm                      | Rój                       | Phil Pignotti, Tim Maltby  | Man of Action, Scott Mosier, Kevin Burke, Chris Wyatt | 9 czerwca 2013       | 21 listopada 2013             |
| 38 | 12 | Itsy Bitsy Spider-Man      | Mój ty mały pajączku      | Phil Pignotti, Tim Maltby  | Man of Action, Scott Mosier, Kevin Burke, Chris Wyatt | 9 czerwca 2013       | 21 listopada 2013             |
| 39 | 13 | Journey of the Iron Fist   | Droga Żelaznej Pięści     | Roy Burdine                | Man of Action, Jacob Semahn                           | 16 czerwca 2013      | 28 listopada 2013             |
| 40 | 14 | The Incredible Spider-Hulk | Niesamowity Spider-Hulk   | Phil Pignotti              | Brian Michael Bendis                                  | 23 czerwca 2013      | 12 grudnia 2013               |
| 41 | 15 | Stan By Me                 | ZoStan ze mną             | Tim Maltby                 | Man of Action, Joe Fallon                             | 7 lipca 2013         | 19 grudnia 2013               |
| 42 | 16 | Ultimate Deadpool          | Mega Deadpool             | Roy Burdine                | Man of Action, Ed Valentine                           | 14 lipca 2013        | 26 grudnia 2013               |
| 43 | 17 | Venom Bomb                 | Venomowa bomba            | Phil Pignotti              | Man of Action, Scott Mosier                           | 21 lipca 2013        | 5 grudnia 2013                |
| 44 | 18 | Guardians of the Galaxy    | Strażnicy Galaktyki       | Tim Maltby                 | Brian Michael Bendis                                  | 28 lipca 2013        | 2 stycznia 2014               |
| 45 | 19 | The Parent Trap            | Pułapka rodzicielska      | Roy Burdine                | Man of Action, Kaita Mpambara                         | 4 sierpnia 2013      | 9 stycznia 2014               |
| 46 | 20 | Game Over                  | Koniec gry                | Phil Pignotti              | Man of Action, Jacob Semahn                           | 29 września 2013     | 16 stycznia 2014              |
| 47 | 21 | Blade                      | Blade                     | Roy Burdine, Phil Pignotti | Man of Action, Kevin Burke, Chris Wyatt               | 5 października 2013  | 23 stycznia 2014              |
| 48 | 22 | The Howling Commandos      | Wyjące Komando            | Roy Burdine, Phil Pignotti | Man of Action, Kevin Burke, Chris Wyatt               | 5 października 2013  | 30 stycznia 2014              |
| 49 | 23 | Second Chance Hero         | Druga szansa              | Tim Maltby                 | Man of Action, Kevin Burke, Chris Wyatt               | 20 października 2013 | 13 lutego 2014                |
| 50 | 24 | Sandman Returns            | Powrót Sandmana           | Roy Burdine                | Man of Action, Danielle Wolff                         | 27 października 2013 | 6 lutego 2014                 |
| 51 | 25 | Return of the Sinister Six | Powrót Podstępnej Szóstki | Phil Pignotti              | Man of Action, Scott Mosier                           | 3 listopada 2013     | 20 lutego 2014                |
| 52 | 26 | Ultimate                   | Mega                      | Tim Maltby                 | Man of Action, Jacob Semahn                           | 10 listopada 2013    | 20 lutego 2014                |

### Sezon 3: Wojownicy sieci (2014–2015)
| №  | Nr | Tytuł                                     | Tytuł polski                          | Reżyseria   | Scenariusz                   | Premiera (Disney XD) | Premiera w Polsce (Disney XD) |
| -- | -- | ----------------------------------------- | ------------------------------------- | ----------- | ---------------------------- | -------------------- | ----------------------------- |
| 53 | 1  | The Avenging Spider-Man, Part 1           | Spider-Man i Avengers, część pierwsza | Roy Burdine | Paul Dini                    | 31 sierpnia 2014     | 22 września 2014              |
| 54 | 2  | The Avenging Spider-Man, Part 2           | Spider-Man i Avengers, część druga    | Tim Maltby  | Paul Dini                    | 31 sierpnia 2014     | 23 września 2014              |
| 55 | 3  | Agent Venom                               | Agent Venom                           | Kalvin Lee  | Eugene Son                   | 7 września 2014      | 24 września 2014              |
| 56 | 4  | Cloak and Dagger                          | Płaszcz i Sztylet                     | Roy Burdine | Danielle Wolff               | 14 września 2014     | 25 września 2014              |
| 57 | 5  | The Next Iron Spider                      | Nowy Iron Spider                      | Tim Maltby  | Kevin Burke, Chris Wyatt     | 21 września 2014     | 26 września 2014              |
| 58 | 6  | The Vulture                               | Sęp                                   | Kalvin Lee  | Henry Gilroy, Marty Isenberg | 28 września 2014     | 29 września 2014              |
| 59 | 7  | The Savage Spider-Man                     | Dziki Spider-Man                      | Roy Burdine | Jim McCann                   | 7 października 2014  | 2 grudnia 2014                |
| 60 | 8  | New Warriors                              | Nowi Wojownicy                        | Tim Maltby  | Eugene Son                   | 14 października 2014 | 3 grudnia 2014                |
| 61 | 9  | The Spider-Verse, Part 1                  | Pajęcze światy, część pierwsza        | Kalvin Lee  | Danielle Wolff               | 5 marca 2015         | 9 maja 2015                   |
| 62 | 10 | The Spider-Verse, Part 2                  | Pajęcze światy, część druga           | Roy Burdine | Paul Dini                    | 12 marca 2015        | 9 maja 2015                   |
| 63 | 11 | The Spider-Verse, Part 3                  | Pajęcze światy, część trzecia         | Tim Maltby  | Kevin Burke, Chris Wyatt     | 19 marca 2015        | 9 maja 2015                   |
| 64 | 12 | The Spider-Verse, Part 4                  | Pajęcze światy, część czwarta         | Kalvin Lee  | Eugene Son                   | 26 marca 2015        | 9 maja 2015                   |
| 65 | 13 | The Return of the Guardians of the Galaxy | Powrót Strażników Galaktyki           | Roy Burdine | Brian Michael Bendis         | 6 lipca 2014         | 4 grudnia 2014                |
| 66 | 14 | S.H.I.E.L.D. Academy                      | Akademia T.A.R.C.Z.Y.                 | Tim Maltby  | Marty Isenberg               | 7 lipca 2015         | 9 maja 2015                   |
| 67 | 15 | The Rampaging Rhino                       | Rozszalały Nosorożec                  | Kalvin Lee  | Marty Isenberg               | 14 lipca 2015        | 10 października 2015          |
| 68 | 16 | Ant-Man                                   | Ant-Man                               | Roy Burdine | Tom Pugsley                  | 21 lipca 2015        | 17 października 2015          |
| 69 | 17 | Burrito Run                               | Szał burrito                          | Tim Maltby  | Mairghread Scott             | 28 lipca 2015        | 24 października 2015          |
| 70 | 18 | Inhumanity                                | Nieludzkość                           | Kalvin Lee  | Geoffrey Thorne              | 4 sierpnia 2015      | 31 października 2015          |
| 71 | 19 | Attack of the Synthezoids                 | Inwazja syntezoidów                   | Roy Burdine | Andrew R. Robinson           | 19 września 2015     | 10 maja 2015                  |
| 72 | 20 | The Revenge of Arnim Zola                 | Zemsta Arnima Zoli                    | Tim Maltby  | Brandon Auman                | 26 września 2015     | 7 listopada 2015              |
| 73 | 21 | Halloween Night at the Museum             | Halloweenowa noc w muzeum             | Kalvin Lee  | Danielle Wolff               | 10 października 2014 | 5 grudnia 2015                |
| 74 | 22 | Nightmare on Christmas                    | Koszmar w czasie świąt                | Roy Burdine | Eugene Son                   | 3 grudnia 2014       | 12 grudnia 2015               |
| 75 | 23 | Contest of Champions, Part 1              | Wielki turniej, część pierwsza        | Tim Maltby  | Thomas F. Zahler             | 3 listopada 2015     | 14 listopada 2015             |
| 76 | 24 | Contest of Champions, Part 2              | Wielki turniej, część druga           | Kalvin Lee  | Matt Wayne                   | 10 listopada 2015    | 21 listopada 2015             |
| 77 | 25 | Contest of Champions, Part 3              | Wielki turniej, część trzecia         | Roy Burdine | Marty Isenberg               | 17 listopada 2015    | 28 listopada 2015             |
| 78 | 26 | Contest of Champions, Part 4              | Wielki turniej, część czwarta         | Tim Maltby  | Eugene Son                   | 24 listopada 2015    | 5 grudnia 2015                |

### Sezon 4: Mega Spider-Man kontra Podstępna Szóstka (2016–2017)
| №   | Nr | Tytuł                              | Tytuł polski                                | Reżyseria     | Scenariusz               | Premiera (Disney XD) | Premiera w Polsce (Disney XD) |
| --- | -- | ---------------------------------- | ------------------------------------------- | ------------- | ------------------------ | -------------------- | ----------------------------- |
| 79  | 1  | Hydra Attacks, Part 1              | Hydra atakuje, część pierwsza               | Young Ki Yoon | Kevin Burke, Chris Wyatt | 21 lutego 2016       | 16 maja 2016                  |
| 80  | 2  | Hydra Attacks, Part 2              | Hydra atakuje, część druga                  | Jae Woo Kim   | Kevin Burke, Chris Wyatt | 21 lutego 2016       | 16 maja 2016                  |
| 81  | 3  | Miles From Home                    | Daleko od domu                              | Roy Burdine   | Kevin Burke, Chris Wyatt | 28 lutego 2016       | 17 maja 2016                  |
| 82  | 4  | Iron Vulture                       | Żelazny Sęp                                 | Young Ki Yoon | Jacob Semahn             | 6 marca 2016         | 18 maja 2016                  |
| 83  | 5  | Lizards                            | Jaszczurki                                  | Jae Woo Kim   | Paul Giacoppo            | 13 marca 2016        | 19 maja 2016                  |
| 84  | 6  | Double Agent Venom                 | Podwójny Agent Venom                        | Roy Burdine   | Mairghread Scott         | 20 marca 2016        | 20 maja 2016                  |
| 85  | 7  | Beached                            | Plażowicze                                  | Young Ki Yoon | Geoffrey Thorne          | 27 marca 2016        | 23 maja 2016                  |
| 86  | 8  | Anti-Venom                         | Anty-Venom                                  | Jae Woo Kim   | Matt Wayne               | 3 kwietnia 2016      | 24 maja 2016                  |
| 87  | 9  | Force of Nature                    | Siła natury                                 | Roy Burdine   | Gavin Hignight           | 10 kwietnia 2016     | 25 maja 2016                  |
| 88  | 10 | The New Sinister Six, Part 1       | Nowa Podstępna Szóstka, część pierwsza      | Young Ki Yoon | Jacob Semahn             | 12 czerwca 2016      | 26 września 2016              |
| 89  | 11 | The New Sinister Six, Part 2       | Nowa Podstępna Szóstka, część druga         | Jae Woo Kim   | Kevin Burke, Chris Wyatt | 19 czerwca 2016      | 27 września 2016              |
| 90  | 12 | Agent Web                          | Agentka Web                                 | Roy Burdine   | Geoffrey Thorne          | 26 czerwca 2016      | 28 września 2016              |
| 91  | 13 | The Symbiote Saga, Part 1          | Symbiotyczna saga, część pierwsza           | Roy Burdine   | Joshua Fine              | 3 lipca 2016         | 29 września 2016              |
| 92  | 14 | The Symbiote Saga, Part 2          | Symbiotyczna saga, część druga              | Young Ki Yoon | Jacob Semahn             | 10 lipca 2016        | 30 września 2016              |
| 93  | 15 | The Symbiote Saga, Part 3          | Symbiotyczna saga, część trzecia            | Jae Woo Kim   | Kevin Burke, Chris Wyatt | 17 lipca 2016        | 3 października 2016           |
| 94  | 16 | Return to the Spider-Verse, Part 1 | Powrót do pajęczych światów, część pierwsza | Roy Burdine   | Andrew R. Robinson       | 27 sierpnia 2016     | 1 listopada 2016              |
| 95  | 17 | Return to the Spider-Verse, Part 2 | Powrót do pajęczych światów, część druga    | Young Ki Yoon | Kevin Burke, Chris Wyatt | 3 września 2016      | 2 listopada 2016              |
| 96  | 18 | Return to the Spider-Verse, Part 3 | Powrót do pajęczych światów, część trzecia  | Jae Woo Kim   | Henry Gilroy             | 10 września 2016     | 3 listopada 2016              |
| 97  | 19 | Return to the Spider-Verse, Part 4 | Powrót do pajęczych światów, część czwarta  | Roy Burdine   | Kevin Burke, Chris Wyatt | 17 września 2016     | 4 listopada 2016              |
| 98  | 20 | Strange Little Halloween           | Prawdziwe Halloween                         | Young Ki Yoon | Henry Gilroy             | 1 października 2016  | 31 października 2016          |
| 99  | 21 | The Spider Slayers, Part 1         | Zabójcy pająków, część pierwsza             | Young Ki Yoon | Paul Giacoppo            | 8 października 2016  | 20 marca 2017                 |
| 100 | 22 | The Spider Slayers, Part 2         | Zabójcy pająków, część druga                | Jae Woo Kim   | Joshua Hale Fialkov      | 15 października 2016 | 21 marca 2017                 |
| 101 | 23 | The Spider Slayers, Part 3         | Zabójcy pająków, część trzecia              | Roy Burdine   | Marty Isenberg           | 22 października 2016 | 22 marca 2017                 |
| 102 | 24 | The Moon Knight Before Christmas   | Nocny Rycerz przed świętami                 | Jae Woo Kim   | Elliott Casey            | 17 grudnia 2016      | 24 grudnia 2017               |
| 103 | 25 | Graduation Day, Part 1             | Ukończenie szkoły, część pierwsza           | Young Ki Yoon | Kevin Burke, Chris Wyatt | 7 stycznia 2017      | 23 marca 2017                 |
| 104 | 26 | Graduation Day, Part 2             | Ukończenie szkoły, część druga              | Jae Woo Kim   | Kevin Burke, Chris Wyatt | 7 stycznia 2017      | 24 marca 2017                 |

## Produkcja
W kwietniu 2010 roku poinformowano, że przygotowywany jest animowany serial, Ultimate Spider-Man, z emisją na kanale Disney XD. Producentami wykonawczymi zostali: Jeph Loeb, Alan Fine, Dan Buckley i Joe Quesada. Za produkcję serialu odpowiadały Marvel Animation, Man of Action Studios i Film Roman. Nad serialem pracowali Brian Michael Bendis, Joe Casey, Joe Kelly i Paul Dini. Muzykę do serialu skomponował Kevin Manthei.
W marcu 2011 roku ujawniono, że J.K. Simmons użyczy głosu J. Jonahowi Jamesonowi. Aktor zagrał wcześniej tę postać w trylogii #RaimiSpider-Man Sama Raimiego. W październiku poinformowano, że Drake Bell będzie głosem tytułowego bohatera, a głosów innym postaciom użyczyć również mają: Steven Weber jako Norman Osborn, Chi McBride jako Nick Fury, Adrian Pasdar jako Tony Stark / Iron Man i Clark Gregg jako Phil Coulson. Później ujawniono, że do obsady dołączyli: Greg Cipes jako Danny Rand / Żelazna Pięść, Ogie Banks jako Luke Cage / Power Man, Caitlyn Taylor Love jako Ava Ayala / Biały Tygrys, Logan Miller jako Sam Alexander / Nova, Tom Kenny jako Otto Octavius / Doktor Octopus, Matt Lanter jako Harry Osborn i Flash Thompson, Tara Strong jako Mary Jane Watson, Misty Lee jako May Parker oraz twórca komiksów o Spider-Manie, Stan Lee, jako woźny Stan.
W czerwcu 2012 roku Disney XD zamówiło drugi sezon serialu. W lipcu 2013 roku ujawniono, że powstaje trzeci sezon, który zatytułowany będzie Ultimate Spider-Man: Web Warriors. W czerwcu 2015 roku zamówiono czwarty sezon pod tytułem Ultimate Spider-Man vs. the Sinister Six. W październiku poinformowano, że będzie on ostatnim oraz że trwają prace nad nowym serialem Spider-Man.

## Odbiór

### Krytyka w mediach
Serial spotkał się z mieszaną reakcją krytyków. W serwisie Rotten Tomatoes 57% z 7 recenzji pierwszego sezonu uznano za pozytywne, a średnia ocen wystawionych na ich podstawie wyniosła 5,5/10.
Spencer Coriaty ze Screen Rant określił serial jako „zupełnie inny niż wszystko, co było przed nim, Mega Spider-Man Disneya jest jak skrzyżowanie Głowy rodziny, Deadpoola i filmów FUM”. Ewan Paterson z What Culture stwierdził, że w serialu jest „wiele rzeczy do polubienia, a trzeci sezon oferuje fanom niesamowitą fabułę”. Oliver Sava z AV Club ocenił, że „ten serial miał potencjał, by stać się świetną kreskówką o Spider-Manie, ale twórcy wydają się zadowoleni raczej z tego, że serial jest w porządku, a nie doskonały”. Jesse Schedeen z IGN napisał, że „biorąc pod uwagę wymarzony zespół scenarzystów, który Marvel zebrał dla tego projektu (...) często frustruje fakt, że Mega Spider-Man nie jest mocniejszym, bardziej spójnym i dramatycznie ambitniejszym serialem”.

### Nominacje
| Rok  | Ceremonia                      | Kategoria | Nominowani | Rezultat  | Przypis |
| ---- | ------------------------------ | --- | --- | --------- | ------- |
| 2013 | Behind the Voice Actors Awards | Najlepsza drugoplanowa męska rola głosowa w serialu telewizyjnym                                                  | Tom Kenny jako Otto Octavius / Doktor Octopus | Nominacja | [ 220 ] |
| 2013 | Behind the Voice Actors Awards | Najlepsza drugoplanowa kobieca rola głosowa w serialu telewizyjnym                                                | Tara Strong jako Mary Jane Watson | Nominacja | [ 220 ] |
| 2014 | Behind the Voice Actors Awards | Najlepsza główna kobieca rola głosowa w serialu telewizyjnym                                                      | Caitlyn Taylor Love jako Ava Ayala / Biały Tygrys | Nominacja | [ 221 ] |
| 2015 | Behind the Voice Actors Awards | Najlepsza drugoplanowa męska rola głosowa w serialu telewizyjnym                                                  | Tom Kenny jako Adrian Toomes / Sęp | Nominacja | [ 222 ] |
| 2015 | Behind the Voice Actors Awards | Najlepsza drugoplanowa kobieca rola głosowa w serialu telewizyjnym                                                | Ashley Eckstein jako Tandy Bowen / Sztylet | Nominacja | [ 222 ] |
| 2015 | Behind the Voice Actors Awards | Najlepsza gościnna męska rola głosowa w serialu telewizyjnym                                                      | JB Blanc jako Titus | Nominacja | [ 222 ] |
| 2015 | Golden Reel Awards             | Najlepszy montaż dźwięku w telewizyjnej produkcji animowanej - dialogi, technika ADR, efekty i imitacje dźwiękowe | Mike Draghi, Greg Rubin, Marcos Abrom, Maciek Malish, John Brengman, Maciej Krakówka, Tomasz Dukszta, Jesse Arruda – za odcinek „Powrót do pajęczych światów: część pierwsza” | Nominacja | [ 223 ] |
| 2016 | Behind the Voice Actors Awards | Najlepsza drugoplanowa kobieca rola głosowa w serialu telewizyjnym                                                | Olivia Holt jako Petra Parker / Spider-Girl | Nominacja | [ 224 ] |
| 2016 | Golden Reel Awards             | Najlepszy montaż dźwięku w telewizyjnej produkcji animowanej - dialogi, technika ADR, efekty i imitacje dźwiękowe | Mike Draghi, John Brengman, Maciek Malish, Jesse Arruda, Marcos Abrom, Maciej Krakówka, Michael Emter, Dan Negovan – za odcinek „Wielki turniej: część czwarta”               | Nominacja | [ 225 ] |